# Sund (Islas Feroe)
Sund es una pequeña localidad de las Islas Feroe, Dinamarca, que se localiza al norte de Tórshavn, a cuyo municipio pertenece. En 2012 contaba con una población de tan sólo 2 habitantes.
Su nombre significa "estrecho", y se debe a su localización en la región de Sundini, el estrecho que divide a Streymoy de Eysturoy. Se asienta en la costa sur del Kaldbaksfjørður, entre los pueblos de Kaldbaksbotnur (al oeste) y Hvítanes (al este).
Sund es mencionada por primera vez en un documento de 1584. El poblado consiste únicamente de una granja y no parece haber albergado nunca una población superior a 20 personas. Pese a su escasa población, en Sund hay una central hidroeléctrica que alimenta de energía a Tórshavn. También hay un puerto bastante grande capaz de recibir barcos de gran calado, construido con el objetivo de servir de puerto alternativo para Tórshavn. Al no haber tenido el éxito esperado, el puerto es utilizado por pequeñas embarcaciones de los pueblos cercanos que se dedican a la piscicultura.